# Bernardo Arias
Bernardo Arias Manco (* 20. August 1942) ist ein ehemaliger peruanischer Radrennfahrer.

## Sportliche Laufbahn
Arias war im Straßenradsport aktiv. Er war Teilnehmer der Olympischen Sommerspiele 1972 in München. Im Mannschaftszeitfahren belegte der Vierer aus Peru mit Bernardo Arias, Gilberto Chocce, Fernando Cuenca und Carlos Espinoza den 30. Rang.